# Cycas cupida
Cycas cupida — вид голонасінних рослин класу саговникоподібні (Cycadopsida).
Етимологія: від латинського cupidus — «бажати», натякаючи на бажаність цієї рослини для колекціонерів.

## Поширення, екологія
Вид відомий однією, але великою популяцією, в Терасовому хребті на південь від Чартерських веж, Квінсленд . Процвітає у відкритих лісистих місцевостях на невисоких пагорбах з пісковику.  

## Загрози та охорона
Немає безпосередніх загроз від очищення землі або сільського господарства. Хоча вид розкиданий по значній площі, всі відомі рослини містять єдину популяцію, яка знаходиться на незабезпечених землях. Це синьо-широколистяна рослина, що викликає інтерес у колекціонерів.